# فلاديمير تيكا
فلاديمير تيكا (بالصربية: Владимир Тица) مواليد 11 يونيو 1981 في جمهورية البوسنة والهرسك الاشتراكية، هو لاعب كرة سلة صربي. بدأ مسيرته الاحترافية في سنة 1998. يلعب مع نادي تيميشوارا لكرة السلة في الدوري الروماني لكرة السلة كلاعب وسط. حقق المركز الأول في الألعاب الجامعية الصيفية 2001.

## المسيرة الاحترافية
لعب مع نادي ريد ستار لكرة السلة من سنة 1998 إلى 2003، ثم لعب مع زينيت سانت بطرسبرغ في الدوري الروسي في سنة 2005، ثم لعب مع نادي لوفين براونشفايغ لكرة السلة في موسم 2006–2007، ثم لعب مع نادي ريد ستار لكرة السلة في سنة 2007، ثم لعب مع نادي كشالين لكرة السلة في موسم 2009–2010.

## الميداليات
| الميدالية | المسابقة                      |
| --------- | ----------------------------- |
| ذهبية     | الألعاب الجامعية الصيفية 2001 |
| فضية      | الألعاب الجامعية الصيفية 1999 |

## روابط خارجية
- فلاديمير تيكا على موقع الاتحاد الدولي لكرة السلة (الإنجليزية)
- فلاديمير تيكا على موقع الدوري الأوروبي لكرة السلة (الإنجليزية)
- فلاديمير تيكا على موقع كرة السلة الأوروبية.كوم (الإنجليزية)
- فلاديمير تيكا على موقع ريلجم (الإنجليزية)
- فلاديمير تيكا على موقع بروبوليرز (الإنجليزية)
- فلاديمير تيكا على موقع سبورتس رفرنس (الإنجليزية)